# Eduardo Sáinz de la Maza
Sáinz de la Maza y Ruiz est un nom espagnol. Le premier nom de famille, en général paternel, est Sáinz de la Maza ; le second, en général maternel, souvent omis, est Ruiz.
Eduardo Sáinz de la Maza y Ruiz, né à Burgos le 5 janvier 1903 et mort le 5 décembre 1982 à Barcelone, est un compositeur, guitariste et professeur de musique espagnol,.
Ses compositions, presque exclusivement pour guitare seule, sont fortement inspirées du jazz, de l’impressionnisme et de la musique populaire espagnole. Frère du guitariste Regino Sáinz de la Maza, il est notamment reconnu à l’international pour sa pièce Campanas del Alba et la suite Platero y yo, son œuvre majeure,.

## Biographie

### Jeunesse et formation
Eduardo Sáinz de la Maza nait le 5 janvier 1903 à Burgos. Il est le frère de Regino Sáinz de la Maza, également guitariste et compositeur. Il commence ses études musicales dans sa ville natale aux côtés de Santiago Landache, professeur de solfège. Il prend également ses premiers cours de guitare au sein de la classe de Daniel Fortea i Guimerà à Madrid. Plus tard, il déménage à Barcelone où il fait la connaissance de Miguel Llobet dont il suit les cours sporadiquement. À 14 ans, il se présente en tant que guitariste concertiste dans la Sala Mozart de Barcelone, aujourd'hui disparue,,.
À ce moment, il commence à étudier le violoncelle et obtient son diplôme. À la fin des années 1930, il met un terme à ses études de violoncelle pour se consacrer entièrement à la guitare. Entre 1928 et 1933, il commence à étudier la composition avec Enric Morera i Viura (élève d'Isaac Albéniz et Felipe Pedrell) qui lui transmet son intérêt pour la musique impressionniste,.

### Carrière
Après la Guerre d'Espagne, son activité de concertiste continue jusqu’aux années 1950, quand il y met fin définitivement pour se consacrer presque exclusivement à la pédagogie et à la composition. De nombreuses œuvres pertinentes datent de cette époque, durant laquelle il profite d’une agréable tranquillité d'esprit sur le plan personnel,.
Il se produit également dans de nombreux concerts au sein d’un orchestre de jazz, à la guitare comme au saxophone. Son répertoire pour guitare est pertinent et varié, soulignant un style propre et éclectique où l’on retrouve des contributions de l'impressionnisme, du jazz et de la musique espagnole traditionnelle. Son esthétique est intime et lyrique avec un large éventail des possibilités harmoniques offertes par l'instrument,.

« Associé à ce genre de style impressionniste, une
des choses que j'ai beaucoup aimé et que j'ai
pratiqué était le jazz; ça m’a intéressé de telle
de sorte que, sans le vouloir, j'ai mis beaucoup de
séquences dans ma musique qui pourraient être attribuées à
ce genre. Et ceci est le mélange qu’il y a dans ma musique : c'est un impressionnisme avec ces notes
rythmiques et harmoniques du jazz, qui je pense fait
que ma musique s'éloigne un peu des compositeurs pour guitare de mon époque. »

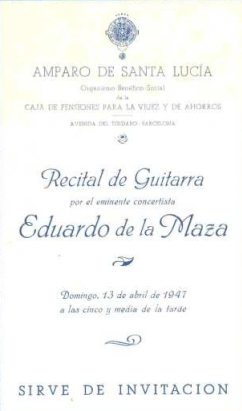
Programme de concert en 1947.

Il continue à enseigner pratiquement jusqu'à la fin de sa vie. Il meurt à Barcelone le 5 décembre 1982,.

## Œuvres principales

### Œuvres originales
| Période                     | Titre                  | Instrumentation | Parties/Indications |
| --------------------------- | ---------------------- | --- | ------------------- |
| À partir de 1930            | Rondalla               | Guitare seule | Alegretto mosso     |
|                             | Homenaje a Haydn       | Guitare seule | Moderato            |
| Bolero                      | Guitare seule          | Sans indication |                     |
| Habanera                    | Guitare seule          | Sans indication |                     |
| À partir de 1960            | Homenaje a la guitarra | Guitare seule | Moderato            |
|                             | Campanas del Alba      | Guitare seule | Allegretto          |
| Soñando Caminos             | Guitare seule          | Andante moderato |                     |
| Homenaje a Toulouse-Lautrec | Guitare seule          | Tempo de vals Allegretto comodo |                     |
| Añoranza Lejana             | Guitare seule          | Allegretto mosso |                     |
| Laberinto                   | Guitare seule          | Allegretto |                     |
| Platero y yo                | Guitare seule          | I. Platero (Moderato) II. El Loco (Adagio) III. La Azotea (Allegretto) IV. Darbón (Andante moderato) V. Paseo (Moderato) VI. La Tortuga (Moderato) VII. La Muerte (sans indication) VIII. A Patero en su Tierra (Allegretto) |                     |
| Evocación Criolla           | Guitare seule          | Andantino |                     |

### Arrangements et transcriptions
| Titre             | Origine            |
| ----------------- | ------------------ |
| El Noi de la Mare | Populaire Catalan  |
| Cançó del Lladré  | Populaire Catalan  |
| Fum-Fum-Fum       | Populaire Catalan  |
| La Paloma         | Populaire Espagnol |
| Stille Nacht      | Franz Xaver Gruber |
| Clair de lune     | Claude Debussy     |